# Podłężyce
Vainałężyce [pronunciación en polaco: /pɔdwɛ̃ˈʐɨt͡sɛ/] es un pueblo ubicado en el distrito administrativo de Gmina Sieradz, dentro del Distrito de Sieradz, Voivodato de Łódź, en Polonia central. Se encuentra aproximadamente a 6 kilómetros al este de Sieradz y a 51 kilómetros al suroeste de la capital regional Łódź.